# Passavant (bateau)
Pour les articles homonymes, voir Passavant (homonymie).

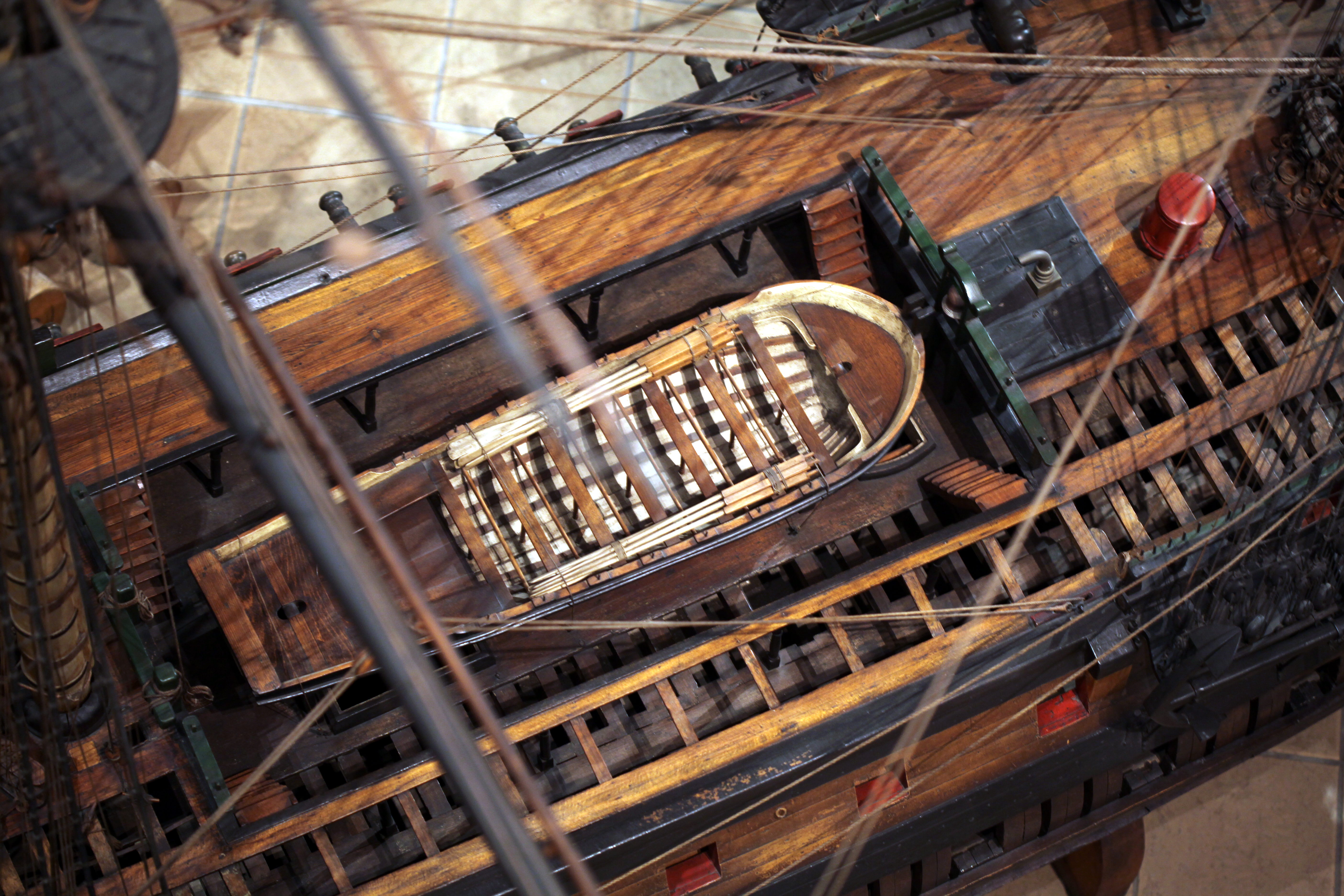
Les passavants tribord et bâbord du Duquesne, à la droite et à la gauche des canots. Sur le modèle réduit, le côté bâbord est complètement ponté, alors que le côté tribord laisse voir la structure de la charpente.

Sur un bateau, le passavant est la zone de circulation située de part et d'autre du rouf, pour un voilier moderne. 
Sur les grands voiliers, les passavant sont des portions de pont étroites, d'environ deux mètres, qui relient les gaillards et sont bordées par le bastingage. Ils entourent l'ouverture située entre le grand mât et le mât de misaine.
Par extension, cela désigne aussi les passerelles d'accès aussi nommées échelles de coupée qui permettent la montée et la descente des équipages et des passagers. 
Il ne faut pas confondre ce terme avec la passerelle du navire, aussi appelée timonerie.  